# Edward Radulski
Edward Edgard Radulski (9 września 1908 w Petersburgu, zm. 10 lipca 1975 w Łodzi) – polski tancerz, choreograf i aktor drugoplanowy.

## Życiorys
Ukończył naukę w szkole baletowej w Leningradzie, następnie występując w zagranicznych zespołach tanecznych. Około 1930 r. przybył do Polski, gdzie pracował jako baletmistrz w teatrach rewiowych, m.in. w Warszawie w teatrach: 8.15 i Wielka Rewia. W latach 1935–1939 przebywał w Stanach Zjednoczonych, po powrocie do Polski w 1939 podczas okupacji niemieckiej występował w lokalach w Warszawie, Lublinie i Krakowie oaz w teatrach jawnych, jak np. w warszawskim Teatrze Miniatury. W latach 1945–1948 występował w kabaretach m.in. w: Gdyni, Katowicach, Krakowie, Łodzi, Sopocie, Warszawie i Zakopanem, zaś w latach 1948–1949 wyłącznie w Łodzi. W latach 60. XX w. grywał role epizodyczne w polskich filmach.
Był autorem choreografii do programów „Naprzód marsz” i „Dawne dobre czasy” dla Teatru Rewia w Warszawie (1934), a także do „Pięknej Heleny” dla Teatru Komedii Muzycznej Lutnia w Łodzi (1948) i ewolucji tanecznych do „Jadzi Wdowy” dla Teatru Osa (1949).

### Życie prywatne
Był synem dentysty Wincentego Radulskiego i Heleny z domu Giedroyc. Jego żoną była tancerka – Stanisława Radulska. Jego Starszy brat Wacław Radulski (1904–1983) był reżyserem
Został pochowany na cmentarzu rzymskokatolickim na Zarzewie w Łodzi.

## Filmografia
- 1957: „Spotkania”
- 1957: „Skarb kapitana Martensa” – chuligan
- 1958: „Zdarza się i tak...” – kelner
- 1958: „Rancho Texas” – gość w knajpie
- 1958: „Noc poślubna” – tancerz
- 1958: „Małe dramaty” – Igor, pracownik lunaparku
- 1958: „Zadzwońcie do mojej żony” – Pucybut w łódzkim hotelu
- 1960: „Rzeczywistość” – świadek Emil Zabłocki
- 1961: „Bitwa o Kozi Dwór” – dozorca
- 1962: „Dom bez okien” – karciarz
- 1963: „Mój drugi ożenek”
- 1963: „Yokmok” – barman
- 1964: „Agnieszka 46”
- 1965: „Tomek i pies” (odc. 9) – mężczyzna z psem
- 1965: „Instrumentum Mortis” (cykl „Dzień ostatni, dzień pierwszy”) – członek oddziału „Jeremiego”
- 1966: „Kontrybucja” – Barman
- 1966: „Bokser” – mężczyzna świętujący sukces Tolka
- 1967–1968: „Stawka większa niż życie” (odc. 1, 18)
- 1967: „Stajnia na Salvatorze” – mężczyzna stojący w kolejce
- 1967: „Pavoncello” – mężczyzna w salonie
- 1967: „Cyrograf dojrzałości” – aktor Radulski na planie filmu
- 1969: „Znicz olimpijski” (obsada aktorska i choreografia)
- 1969: „Przygody pana Michała” (odc. 1, 5)
- 1969: „Jarzębina czerwona”– więzień obozu koncentracyjnego
- 1970: „Wakacje z duchami” (odc. 1) – uczestnik wycieczki
- 1970: „Pogoń za Adamem” – oficer na zabawie s Rzymie
- 1971: „Trochę nadziei” – pensjonariusz sanatorium
- 1971: „Jak daleko stąd, jak blisko” – Barman
- 1971: „Gwiazda wytrwałości” – Żołnierz
- 1971: „Antek” – Gospodarz
- 1972: „Skorpion, Panna i Łucznik” – Mężczyzna Na Jarmarku
- 1972: „Na wylot” – Edek, uczestnik libacji
- 1972: „777” – mężczyzna w kawiarni „Irena”
- 1973: „Śledztwo” zmarły Ian Fleming
- 1973: „Sanatorium pod Klepsydrą”
- 1974: „Ile jest życia” (odc. 7, 9)